# Linx Cargo Care Group
Linx Cargo Care Group là một cơ sở hạ tầng hậu cần đa dạng    và giải pháp    nhà cung cấp có trụ sở tại Sydney, Úc.  Linx Cargo Care Group bao gồm Linx, Autocare Services, C3 và GeelongPort.  Cùng với nhau, bốn doanh nghiệp của nhóm sử dụng hơn 3.800 người trên khắp Australia và New Zealand.  Thương hiệu Linx nổi lên sau sự chia tay của Asciano vào tháng 8 năm 2016.

## Kết cấu
Linx Cargo Care Group bao gồm bốn doanh nghiệp riêng biệt - Linx, Autocare Services, C3 và GeelongPort.  Nhóm này của các doanh nghiệp trước đây được gọi là Patrick Bulk và ô tô Cảng Dịch vụ (BAPS) trước khi việc bán các tài sản BAPS đến một Asset Management Brookfield dẫn tập đoàn như một phần của $ 9050000000 Asciano TNHH giao dịch vào tháng năm 2016.
BAPS được đổi tên thành Linx Cargo Care Group sau giao dịch Asciano.  Dịch vụ cảng hàng loạt Patrick, một phần của doanh nghiệp BAPS, đã được đổi tên thành Linx.  Patrick Autocare đã được đổi thương hiệu Dịch vụ Autocare.  C3 và GeelongPort duy trì thương hiệu sau giao dịch.  Linx và C3 (sau này được mua lại bởi Asciano vào năm 2012) đều là các thực thể thuộc sở hữu của Linx Cargo Care Group, trong khi Autocare và GeelongPort là liên doanh.

## Quyền sở hữu
Linx Cargo Care Group được thành lập vào tháng 8 năm 2016 sau khi chia tay Asciano.  Nó thuộc sở hữu của một tập đoàn của Brookfield Asset Management, Tập đoàn quản lý đầu tư British Columbia, GIC Private Limited và Cơ quan đầu tư Qatar.

## Hoạt động
Linx Cargo Care Group hoạt động từ hơn 60 địa điểm trên khắp Australia và New Zealand.  Nhóm cung cấp các giải pháp hậu cần, cơ sở hạ tầng và chuỗi cung ứng đa dạng cho một loạt các ngành công nghiệp trong khu vực, bao gồm nông nghiệp và chăn nuôi, nhôm và thép, ô tô, xây dựng và xây dựng, hóa chất, chất thải môi trường, phân bón, thực phẩm và đồ uống, lâm nghiệp khai thác và tài nguyên, dầu khí, bao bì giấy và quản lý cảng.

### Hậu cần
Của nhóm hậu cần dịch vụ bao gồm xử lý vật liệu, dịch vụ đường sắt, đường đường và quản lý vận tải, vận chuyển số lượng lớn, lưu kho, bảo quản và phân phối, hàng dự án (hạng nặng chuyên chở, out-of-gauge, hơn chiều), lâm nghiệp logistics và dịch vụ chăn nuôi.

### Dịch vụ cảng
Các dịch vụ liên quan đến cảng của nhóm bao gồm bảo dưỡng chung, phá vỡ hàng loạt, PCC / RORO (Vận chuyển bằng xe nguyên chất / Roll-On / Roll-Off), quản lý cảng và dịch vụ dầu khí.

### Chuyển tiếp toàn cầu
Các dịch vụ chuyển tiếp toàn cầu của nhóm bao gồm các thủ tục hải quan và hàng rào và tuân thủ tài liệu IMEX (Xuất nhập khẩu).

## Đơn vị sự nghiệp
Linx Cargo Care Group bao gồm Linx, Autocare Services, C3 và GeelongPort.

### Linx
Doanh nghiệp Linx cung cấp dịch vụ vận tải đường bộ và đường sắt, dịch vụ bốc xếp và giải pháp lưu trữ và xử lý hàng loạt, hoạt động trên hơn 50 địa điểm tại Úc và sử dụng hơn 1.250 nhân viên.

### Autocare Services
Autocare vận hành một mạng lưới quốc gia về hậu cần xe thành phẩm và các dịch vụ liên quan trên mọi tiểu bang của Úc và Lãnh thổ phía Bắc, xử lý và xử lý hơn 600.000 xe mỗi năm và sử dụng hơn 800 nhân viên.  Autocare được thành lập vào năm 1961, được Patrick mua lại vào năm 1996 và hiện là một phần của Linx Cargo Care Group sau khi hoàn thành giao dịch Asciano vào tháng 8 năm 2016.

### GeelongPort
GeelongPort, tại cảng Geelong ở Victoria, cách Melbourne 75 km về phía tây nam, là cảng lớn thứ hai của Victoria, xử lý hơn 10,5 triệu tấn sản phẩm mỗi năm.  Được tư nhân hóa vào năm 1996, GeelongPort thuộc sở hữu của Tập đoàn SAS Trustee (STC) và Linx Cargo Care Group, với quyền sở hữu 50% của mỗi bên.

### C3
C3 chuyên về hậu cần liên kết lâm nghiệp, xử lý hơn 16 triệu tấn hàng hóa hàng năm, bao gồm các sản phẩm giấy, bột giấy, thép, sản phẩm chế biến gỗ và hàng rời như phân bón, hàng hóa nói chung và gỗ tròn.  C3 sử dụng hơn 1.400 nhân viên làm việc tại 15 cảng trên khắp Australia và New Zealand.

## Enfield Terminal đa phương tiện
Vào ngày 20 tháng 2 năm 2018, các cảng của NSW đã thông báo rằng Linx Cargo Care Group đã thành công trong nỗ lực tiếp quản Nhà ga đa phương thức Enfield ở Tây Sydney từ Aurizon.  Linx Cargo Care Group cho thuê và vận hành nhà ga đa phương thức thuộc sở hữu của Cảng NSW nằm cách Cảng Botany 18 km.  Vị trí của Enfield là một sân khấu chiến lược để nhập khẩu container từ Cảng Botany và xuất khẩu từ khu vực New South Wales.
Kể từ tháng 3 năm 2018, Linx đã làm việc với Tập đoàn Cảng và Goodman của NSW để hỗ trợ phát triển một trung tâm vận chuyển hàng hóa trên vùng đất xung quanh Nhà ga Đa phương tiện Enfield.  Vào ngày 2 tháng 4 năm 2018, Linx Rail đã bắt đầu vận hành các dịch vụ đường sắt từ Cảng Botany thông qua Nhà ga đa phương Enfield đến nhà ga Carrington của Toll Holdings sau khi mua hai đầu máy xe lửa loại G và 34 toa xe container từ Aurizon.  Những thứ này được hỗ trợ bằng cách thuê trong lực kéo của CFCL Australia theo yêu cầu.

### Hạm đội đường sắt
| Số đường | Số sê-ri | Đã nhập dịch vụ           | Gan                    | Chủ nhân                        | Nhà điều hành                   | Máy đo            | Trạng thái |
| -------- | -------- | ------------------------- | ---------------------- | ------------------------------- | ------------------------------- | ----------------- | ---------- |
| G516     | 85-1229  | 18 tháng 12 năm 1985      | LINX Đen, Xanh & Trắng | Tập đoàn chăm sóc hàng hóa Linx | Tập đoàn chăm sóc hàng hóa Linx | Máy đo tiêu chuẩn | Phục vụ    |
| G534     | 88-1264  | Ngày 30 tháng 11 năm 1988 | Đại bàng quốc gia QR   | Tập đoàn chăm sóc hàng hóa Linx | Tập đoàn chăm sóc hàng hóa Linx | Máy đo tiêu chuẩn | Phục vụ    |

## Cảng nội địa Ruakura
Vào ngày 28 tháng 6 năm 2017, Tainui Group Holdings đã công bố hợp tác liên doanh với Linx Cargo Care Group để phát triển và vận hành một cảng nội địa Hamilton, New Zealand được thiết kế để cung cấp một liên kết vận tải đa phương giữa trung tâm nhập khẩu chính của New Zealand ở Auckland và trung tâm xuất khẩu chính ở Tauranga.  Ruakura là một khu đất rộng 480 ha, khi hoàn thành sẽ là sự phát triển thương mại và lối sống tích hợp lớn nhất của New Zealand.